# Conflicto de bandidos nigerianos
El conflicto de bandidos nigerianos es un conflicto entre el gobierno central y varias pandillas junto a milicias étnicas que se desarrolla en la región noroccidental del país. Comenzó en el año 2011 tras la inseguridad generada por Conflictos entre pastores y agricultores en Nigeria, permitiendo la acción de bandas criminales y grupos yihadistas.

## Trasfondo
Los orígenes del conflicto de los bandidos nigerianos se remontan a los conflictos entre pastores y agricultores ocurrido a principios del siglo XXI. El deterioro ambiental y la escasez de agua y tierra cultivable llevaron a las comunidades a competir ferozmente por esos recursos limitados. El desempleo, la pobreza a gran escala y la debilidad del gobierno local han permitido que un flujo constante de personas desesperadas recurran a actividades delictivas para ganarse la vida. Grandes áreas boscosas permitieron el escondite y la formación de campamentos en lo profundo del bosque. El personal policial y militar no cuentan con el equipo suficiente para llegar a dichas zonas.

## Beligerantes
Para el 2021, solo en el estado de Zamfara existen alrededor de 30000 bandidos y 100 campamentos.

## Refugiados
Al menos 247 000 personas han sido desplazadas y 120 poblados han sido arrasados durante la actividad de los bandidos en el noroeste de Nigeria. Otras 77 000 personas fueron desplazadas hacia la Región de Maradi en Niger donde los conflictos y saqueos han continuado. Para abril de 2021, unos 11 320 refugiados han sido reubicados.

## Principales ataques
- Secuestro de Zamfara en febrero de 2021
- Masacre de Zamfara de enero de 2022